# Aşub Sultan
Aşub Sultan (cca 1627 – 4. prosince 1689) byla konkubína osmanského sultána Ibrahima I. a matka sultána Sulejmana II.

## Život
Její původ je neznámý.
Dne dubnu 1642 porodila svého jediného syna, Sulejmana II., který byl mladším bratrem Mehmeda IV. (vládl v letech 1648–87), syn její sokyně Turhan Hatice Sultan. Během Ibrahimova panování její plat činil 1300 asper denně. Syn jí také daroval panství v Bolu Sandžaku. .Byla popsána jako žena bez citů s neuctivým charakterem
Po sesazení a smrti sultána Ibrahima Aşub, spolu s ostatními konkubínami a dalšími členy Ibrahimova dvora, byli posláni do starého paláce. Doufala, že konflikty mezi ní a první manželkou Ibrahima, ukrajinské konkubíny Turhan se urovnají a nahradí matku sultána Mahpeyker Kösem Sultan. Kösem Sultan chtěla svoji snachu zabít a sesadit z trůnu svého vnuka sultána Mehmeda IV (1648–1687), za pomoci některých vysokých důstojníků v janičárském sboru. Na místo sultána by nastoupil Şehzade Suleiman, syn Aşub. Nicméně, Meleki Hatun varovala Turhan, které se podařilo uškrtit Kösem s pomocí eunuchů v harému. To přineslo Aşub třicet devět let vězení ve starém paláci. V roce 1687 byl Mehmed IV. sesazen a na trůn byl dosazen Sulejman II., syn Aşub a ona se stala další Valide sultánkou. Ve funkci vytvořila nadaci pro Istanbul.
Zemřela v prosince 1689 a byla pohřbena v mauzoleu Sulejmana Nádherného v Sulejmanově mešita v Istanbulu.